# Jean Louis
Jean Louis (nacido Jean Louis Berthault; 5 de octubre de 1907 - 8 de abril de 1997) fue un diseñador de vestuario franco-estadounidense. Ganó un Premio de la Academia por Un cadillac de oro macizo (1956).

## Vida y carrera
Antes de llegar a Hollywood, trabajó en Nueva York para la empresaria de moda Hattie Carnegie, donde la clientela incluía a Joan Cohn, la esposa del jefe de estudio de Columbia Pictures, Harry Cohn.
Trabajó como jefe de diseño de vestuario para Columbia Pictures desde 1944 hasta 1960. Sus trabajos más famosos incluyen el vestido negro sin tirantes de satén de Rita Hayworth en Gilda (1946), el vestido de «Amado Mío» que la actriz luce en la misma película, el famoso vestuario de escenario con cuentas de Marlene Dietrich para sus giras mundiales de cabaret, así como el vestido beige y brillante que Marilyn Monroe usó cuando cantó "Happy Birthday, Mr. President" a John F. Kennedy en 1962.
Se cree que el vestido era tan ajustado que realmente lo cosió mientras Monroe lo llevaba puesto. La idea de un vestido de color nude, cubierto con cristales, sorprendió al público. Daba la ilusión de que Monroe estaba desnuda, excepto por los discretamente colocados cristales de imitación que la cubrían de pies a cabeza.
Louis había diseñado originalmente una versión del vestido para Marlene Dietrich, quien lo usó en sus espectáculos de concierto. Una impresionada Monroe le preguntó a Dietrich sobre él, quien le explicó cómo funcionaba la ilusión del vestido y la envió a Louis para que le diseñara un vestido similar para su aparición ante Kennedy. Aunque Dietrich había sido vista usando su versión antes que Monroe, la cobertura de prensa en torno a la aparición de Monroe en el Madison Square Garden con su estilo de vestido recorrió el mundo. Este vestido se convirtió, junto con el vestido blanco de "La tentación vive arriba", en el vestido más famoso de Marilyn Monroe, vendiéndose en una subasta en 2016 por 4,8 millones de dólares.
En 1993, cuatro años después de la muerte de su segunda esposa, Louis se casó con la ex clienta Loretta Young; permanecieron casados hasta su muerte en 1997. Había diseñado el vestuario de Young para su programa de televisión The Loretta Young Show (1953-61), un programa de antología conocido por las escenas de apertura y cierre de Young que hacían que los telespectadores sintonizaran especialmente para ver su conjunto de alta costura de esa semana. Young era conocida como la actriz mejor vestida de América en ese momento.
Durante más de cuarenta años, Louis diseñó ropa para casi todas las estrellas de Hollywood. Aproximadamente sesenta de sus diseños aparecieron en películas, y finalmente fue nominado a 13 Premios de la Academia. Algunas de sus clientas incluyeron a Ginger Rogers, Irene Dunne, Lana Turner, Vivien Leigh, Joan Crawford, Julie Andrews, Katharine Hepburn y Judy Garland. Algunos de sus créditos cinematográficos incluyeron, A Star Is Born, Ship of Fools, From Here to Eternity, Thoroughly Modern Millie, y ganó un Oscar por sus diseños en Un cadillac de oro macizo en 1956.
En 1937, un año después de que Louis emigrara a los Estados Unidos, diseñó el traje Carnegie, un traje de chaqueta que se convirtió en un ícono en el mundo de la moda. El traje Carnegie fue una de las primeras tendencias de moda en volverse muy popular como un diseño de nombre estadounidense, y su combinación de blazer ajustado y falda tubo larga fue usado por varias actrices y mujeres de la alta sociedad en ese momento.
La duquesa de Windsor se convirtió en una de sus clientas más famosas, así como la primera dama Nancy Reagan en la década de 1980.

## Nominaciones al Premio de la Academia
- 1950 – Película: Nacida ayer
- 1952 – Película: La dama de Trinidad
- 1953 – Película: De aquí a la eternidad
- 1954 – Película: La rubia fenómeno
- 1954 – Película: A Star Is Born
- 1955 – Película: Queen Bee
- 1956 – Película: Un cadillac de oro macizo; Ganado
- 1957 – Película: Pal Joey
- 1958 – Película: Bell, Book and Candle
- 1961 – Película: Judgment at Nuremberg
- 1961 – Película: Back Street
- 1965 – Película: Ship of Fools
- 1966 – Película: Gambit
- 1967 – Película: Thoroughly Modern Millie

## Actrices para las que diseñó

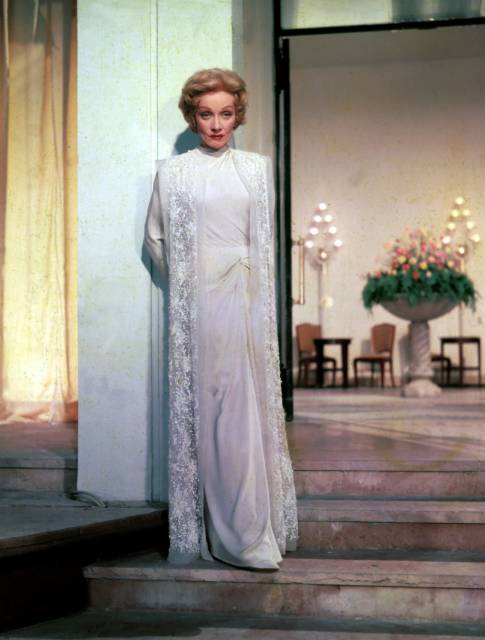
Vestido diseñado por Jean Louis para Marlene Dietrich en The Monte Carlo Story (1956).

- Irene Dunne en Together Again, 1944
- Shirley Temple en Kiss and Tell, 1945
- Rita Hayworth en Tonight and Every Night, 1945, Gilda, 1946, Down To Earth, 1947, La dama de Shanghái, 1948, Los amores de Carmen, 1948, La dama de Trinidad, 1952, Miss Sadie Thompson, Salome, 1953, Pal Joey, 1957 y Llegaron a Cordura, 1959
- Claudette Colbert en Tomorrow is Forever 1946
- Judy Holliday en Born Yesterday, 1950 y Un cadillac de oro macizo, 1956
- Lucille Ball en The Magic Carpet, 1951
- Gloria Grahame en The Big Heat, 1953
- Deborah Kerr en From Here to Eternity, 1953
- Jane Wyman en Let's Do It Again, 1953
- Judy Garland en A Star is Born, 1954
- Joan Crawford en Queen Bee, 1955
- Betty Grable en Three for the Show, 1955
- Kim Novak en Picnic, 1955, y Bell, Book, and Candle, 1958
- Kim Novak y Rita Hayworth en Pal Joey, 1957
- Lana Turner en Imitation of Life, 1959
- Doris Day en Pillow Talk (1959), The Thrill of It All (1962), Send Me No Flowers (1964) y Ballad of Josie (1968)
- Loretta Young para The Loretta Young Show, serie de televisión, 1953–1961
- Marlene Dietrich en The Monte Carlo Story, 1956, y Judgment at Nuremberg, 1961
- Susan Hayward en Back Street, 1961
- Marilyn Monroe en The Misfits, 1961, y Something's Got to Give (inacabada), 1962
- Vivien Leigh en Ship of Fools, 1965
- Shirley MacLaine en Gambit, 1966
- Julie Andrews, Mary Tyler Moore y Carol Channing en Thoroughly Modern Millie, 1967
- Eva Gabor para Green Acres serie de televisión, 1965–1967
- Barbara Bel Geddes para Dallas serie de televisión, 1978–1984 y 1985–1990.[6]